# Eduardo Calvo García
Eduardo Calvo García (Madrid, 16 d'octubre de 1949) és un escriptor i polític espanyol, diputat al Congrés dels Diputats en la XIII Legislatura.
Llicenciat en Dret per la Universitat Complutense de Madrid. Ha estat durant 13 anys professor de sociologia a la Complutense i a la Facultat de Ciències de la Informació. Després fou director de les oficines de l'Institut Cervantes d'Alger i Orà, Beirut, Manila, el Caire i Alexandria i Tànger. El 1967 va ingressar al Partit Comunista d'Espanya, i durant el franquisme milità a la Lliga Comunista Revolucionària. També ha escrit poesia, novel·la i assaig. També ha estat guionista o coguionista de les pel·lícules Barrios altos (1987) i A solas contigo (1989) i d'alguns episodis de la sèrie Curro Jiménez. el regreso de una leyenda (1995).
Ha estat escollit diputat per Ciutadans - Partit de la Ciutadania a les eleccions generals espanyoles de 2019 per la província de Segòvia.

## Obres
- El cantar de las sirenas (poesia, 1971)
- Visión de la penumbra (poesia, 1981)
- Bajo la única noche (poesia, 2000)
- Sobre la discordia (poesia, 2008)
- El cine (assaig, 1975)
- La risa de los dioses (assaig, 1988)
- El dueño de la luna (novel·la, 1978)
- La edad geométrica (novel·la, 1981)
- El diablo al amanecer (novel·la, 1983)
- Desde la isla (novel·la, 2000)
- Al final del fuego(novel·la, 2008)